# Buried Alive
Buried Alive – amerykańska grupa muzyczna wykonująca hardcore, pochodząca z miasta Buffalo w stanie Nowy Jork, działająca w latach 1998–2001.

## Życiorys
Grupa powstała po likwidacji formacji Despair (w obu wokalistą był Scott Vogel)
Działalność zespołu przerwano nagle podczas trasy koncertowej z powodu różnic ideologiczno-stylistycznych między członkami. Wokalista grupy Scott Vogel przeniósł się następnie do Kalifornii i założył tam zespół Terror.
Drugi album studyjny grupy Last Rites został wydany już po rozpadzie zespołu i materiał zawarty na wydawnictwie pochodzi z różnych pre-sesji nagraniowych (nie doszło do ostatecznej sesji celem nagrania albumu).
Niektóre utwory grupy odnosiły się do przestrzegania zasad weganizmu (weganem wtedy był sam Vogel), zaś album The Death of Your Perfect World był dedykowany weganom i wegetarianom.
Incydentalnie zespół grał koncerty w 2017 i w 2018, a w 2020 wydał utwór „I Killing I”, będący zapowiedzią EP pt. Death Will Find You. W 2024 zagrała trasę koncertową w Europie.

## Muzycy
- Scott Vogel – wokalista
- Kevin Corcoran – perkusja
- Matt Roberts – gitara elektryczna
- Scott Sprigg – gitara elektryczna
- Joe Orlando – gitara basowa

Byli członkowie
- Jesse Muscatto – perkusja

## Dyskografia
- Six Month Face „7” (1999, Victory Records)
- The Death of Your Perfect World (1999, Victory Records)[9]
- Split „7” wspólnie z Reach The Sky (2000, Indecision Records)
- Last Rites (2001, Victory Records)[10]
- Death Will Find You EP (2020, Bridge Nine Records)[11]